# 柯克維爾 (密西西比州伊塔萬巴縣)
柯克維爾（英語：Kirkville）是位於美國密西西比州伊塔萬巴縣的普查規定居民點。

## 人口
根據2020年美國人口普查的數據，柯克維爾的面積為8.94平方千米，皆為陸地。當地共有人口308人，而人口密度為每平方千米34.45人。